# Philobrya aequivalvis
Philobrya aequivalvis is een tweekleppigensoort uit de familie van de Philobryidae. De wetenschappelijke naam van de soort is voor het eerst geldig gepubliceerd in 1922 door Odhner.